# Dachli (Latchine)
Dachli est un village de la région de Latchine en Azerbaïdjan.

## Histoire
En 1992-2020, Dachli était sous le contrôle des forces armées arméniennes. Le 1er décembre 2020, le village repasse sous la souveraineté de l'Azerbaïdjan, comme l'ensemble du raion de Latchine, conformément à l'accord de cessez-le-feu du Haut-Karabakh.

## Population
Selon les statistiques de 2006, la population du village était de 932 personnes.

## Économie
La principale occupation de la population était l'élevage.

## Culture
Il y avait une école, 3 bibliothèques, une poste, 3 épiceries, une boulangerie et un centre culturel dans le village de Dachli.